# 프레이저사향땃쥐
프레이저사향땃쥐(Crocidura poensis)는 땃쥐과에 속하는 포유류의 일종이다. 베넹과 카메룬, 코트디부아르, 적도기니, 가나, 기니, 라이베리아, 나이지리아, 상투메 프린시페, 시에라리온 그리고 토고에서 발견된다. 자연 서식지는 아열대 또는 열대 기후 지역의 습윤 저지대 숲이다.